# ساموئل لاوویس
ساموئل لاوویس (انگلیسی: Samuel LaVoice؛ اوت ۱۸۸۲ – ۶ آوریل ۱۹۰۵) دوچرخه‌سوار اهل ایالات متحده آمریکا بود. وی در بازی‌های المپیک تابستانی ۱۹۰۴ شرکت کرده است.